# Pretty Simple
Pretty Simple é uma desenvolvedora francesa de jogos casuais localizada em Paris. A empresa desenvolve jogos on-line como aplicativos de redes sociais e celulares.

## Jogos
- Criminal Case
- Magical Ride
- My Shops